# Raymonde Borel-Rosny
Pour les articles homonymes, voir Borel et Rosny.
Raymonde Borel-Rosny, née Raymonde Jardé, le 29 mars 1907 à Sèvres (Seine-et-Oise aujourd'hui Hauts-de-Seine) et morte le 1er mars 1993 au Tronquay (Calvados), est une écrivaine française.

## Biographie
Raymonde Jardé épouse en 1937 Robert Borel-Rosny, petit-fils de J.-H. Rosny aîné, dont elle fut la secrétaire de 1937 à 1940.
La guerre venue, Robert Borel-Rosny est mobilisé, fait prisonnier, puis envoyé en captivité mais, tombé gravement malade, il est renvoyé dans ses foyers et finit par se remettre de cette épreuve. À la fin de la guerre, Robert et Raymonde acquièrent une échoppe de bouquiniste sur les quais de Seine et ils connaissent des années difficiles. 
Elle est co-autrice, avec son mari, sous la signature R. & R. Borel-Rosny.
Elle a également scénarisé plusieurs bandes dessinées, en collaboration avec différents dessinateurs, et écrit des adaptations radiophoniques.

## Œuvre

### Romans

#### Sous le nom Raymonde Borel-Rosny
- Le Sacrifice de Serena, Tallandier, 1964
- L'Héritière de la borne-au-roi, Tallandier, 1966

#### En collaboration, sous le nom R. & R. Borel-Rosny
- Demandez la dernière sportive, Ferenczi, 1952
- Une part de paradis, Ferenczi, 1952
- La Mort se fait les ongles, Ferenczi, 1952
- Bonjour, Toubib de mon cœur, Ferenczi, 1953
- Une place au cimetière, in Mystère magazine no 65, juin 1953
- La Mort a les mains propres, Ferenczi, 1953
- La Borne au diable, Ferenczi, 1953
- T'as vu ça d'ta fenêtre, Ferenczi, 1953
- Fameux Alibi, Ferenczi, 1954
- Un sacré turbin, Ferenczi, 1954
- La Peau d'un autre, Ferenczi, 1954
- On te coupera la tête, Ferenczi, 1954
- La Mort se fait la paire, Ferenczi, 1954
- Ne riez pas Mesdames, Ferenczi, 1955
- La Rouquine se met la ceinture, Ferenczi, 1955
- Ces demoiselles de bonne famille, Ferenczi, 1955
- C'est pour ce soir, Ferenczi, 1956
- Si vous passez par là, Ferenczi, 1956
- La Mort est dans les cartes, Ferenczi, 1956
- La Mort gagne le gros lot, Ferenczi, 1957
- Mort aux mariés, Ferenczi, 1957
- Dix millions comme un sou, Ferenczi, 1957
- Qui les tuait ?, Ferenczi, 1958
- La Rouquine au tapis, Ferenczi, 1958
- Ma haine pour toi, Ferenczi, 1959
- Poison pour tous, Ferenczi, 1959
- Sous le vieux Pont-Neuf, in Fiction no 76, mars 1960
- J.-H. Rosny aîné, Choix de textes établi par R. & R. Borel-Rosny, La Colombe, 1961

### Adaptations en bandes dessinées
Raymonde Borel-Rosny (scénario) / Robert Bressy (dessins) :
Les Astronautes, d'après l'œuvre de J.-H. Rosny aîné.
- in L'Humanité, du 8 mars au 16 mai 1975.
- Pressibus, 1999.

La Mort de la Terre, d'après l'œuvre de J.-H. Rosny aîné.
- in L'Humanité, du 5 février au 3 mai 1976.
- Apex, 2001.

Les Navigateurs de l'infini, d'après l'œuvre de J.-H. Rosny aîné.
- in L'Humanité, du 5 décembre 1974 au7 mars 1975
- Pressibus, 1999.

Nymphée, d'après l'œuvre de J.-H. Rosny.
- in L'Humanité du 20 novembre 1975 au 4 février 1976.

Le Trésor dans la Neige, d'après l'œuvre de J.-H. Rosny aîné.
- in L'Humanité du 4 septembre 1975 au 19 novembre 1975.
- in Les Xipéhuz & Le Trésor dans la Neige, Apex, 2003.

Les Xipéhuz, d'après l'œuvre de J.-H. Rosny aîné.
- in L'Humanité, du 17 mai 1975 au 4 juillet 1975.
- in Les Xipéhuz & Le Trésor dans la Neige, Apex, 2003.

Raymonde Borel-Rosny (scénario) / Rafael Carlo Marcello (dessins) :
La Guerre du feu, d'après l'œuvre de J.-H. Rosny aîné.
- G. P., 1982.
- in Pif Gadget no 695, juillet 1982[4].

### Adaptations radiophoniques
- Une Place au cimetière, d'après l'œuvre de R. & R. Borel-Rosny, diffusé le 26 juin 1953.
- La Fin des hommes, d'après La Mort de la Terre de J.-H. Rosny aîné, diffusé en 1961. Le tapuscrit de cette « pièce radiophonique en un acte » est conservé à la Bibliothèque Nationale de France[5].